# Josef von Schellander
Josef von Schellander (německy Joseph Edler von Schellander) (9. února 1839 Hrušica – 26. března 1924 Terst) byl rakousko-uherský admirál. U c. k. námořnictva sloužil od roku 1856 a v mládí se zúčastnil několika válek. Absolvoval několik zaoceánských cest, byl důstojníkem na různých válečných lodích i v námořní administraci. Uplatnil se mimo jiné jako spisovatel a v závěru aktivní služby zastával funkci prezidenta Námořní technické kontrolní komise (1894–1895). V roce 1895 byl penzionován v hodnosti kontradmirála a povýšen do šlechtického stavu.

## Životopis

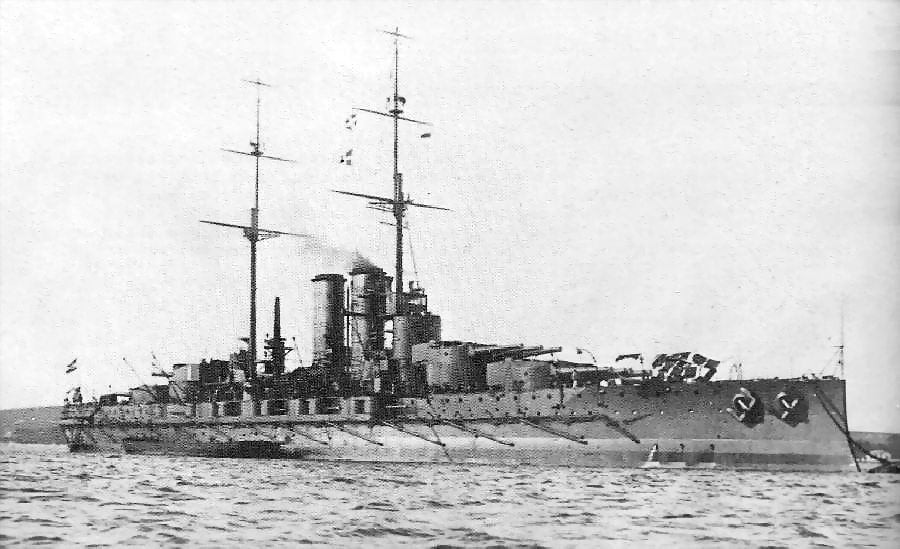
Obrněná loď SMS Tegetthoff, vlajková loď Josefa Schellandera při cestě do Španělska (1888)

Byl synem c. k. okresního komisaře Thomase Schellandera a narodil se ve vesnici Hrušica v dnešním Slovinsku. Studoval na gymnáziu v Gorici (1849–1853) a následně na námořní škole v Terstu. K námořnictvu vstoupil jako kadet v roce 1856 a získal průpravu na výcvikové lodi SMS Venus v Jaderském moři. V letech 1857–1858 na korvetě SMS Carolina absolvoval plavbu do Brazílie a jižního Atlantiku. Na této cestě si vedl deník, který byl později vydán tiskem. V roce 1859 se na parníku SMS Vulcan zúčastnil války se Sardinií, poté kromě služby na dalších lodích působil také u námořní základny v Pule nebo Terstu a v roce 1861 získal hodnost praporčíka. Na palubě fregaty SMS Don Juan d'Austria se v roce 1864 zúčastnil dánsko-německé války v Severním moři. V roce 1865 byl krátce přidělen k námořní sekci na ministerstvu války a v roce 1866 se během války s Itálií zúčastnil bitvy u Visu jako navigační důstojník na fregatě SMS Kaiser Max.
V letech 1866–1871 se na parníku SMS Fiume podílel na geografickém průzkumu pobřeží oblasti Rakouského přímoří a mezitím postupoval v hodnostech (poručík II. třídy 1868, poručík I. třídy 1870). V letech 1871–1872 byl dělostřeleckým důstojníkem na cvičné lodi SMS Adria a v letech 1872–1877 působil u prezidiální kanceláře námořní sekce na ministerstvu války ve Vídni. Po návratu ke službě na moři byl prvním důstojníkem na fregatě SMS Frundsberg (1877–1878) a následně vojenským referentem u námořní základny v Terstu (1879–1882).
V hodnosti korvetního kapitána (1. května 1883) byl velitelem několika dělových člunů s přidělením k vojenskému velitelství v Zadaru a krátce zastával funkci šéfa štábu námořní divize (1884). K datu 1. listopadu 1884 obdržel hodnost fregatního kapitána a v letech 1885–1888 působil u námořního arzenálu v Pule. Jako velitel obrněné lodi SMS Tegetthoff absolvoval v roce 1888 cestu do Španělska. Na císařské jachtě SMS Greif doprovázel v roce 1888 na několika cestách po Středomoří korunního prince Rudolfa a jeho manželku Štěpánku Belgickou. Na stejné jachtě pak na podzim 1888 doprovázel vrchního velitele námořnictva Sternecka na cestě do Řecka.

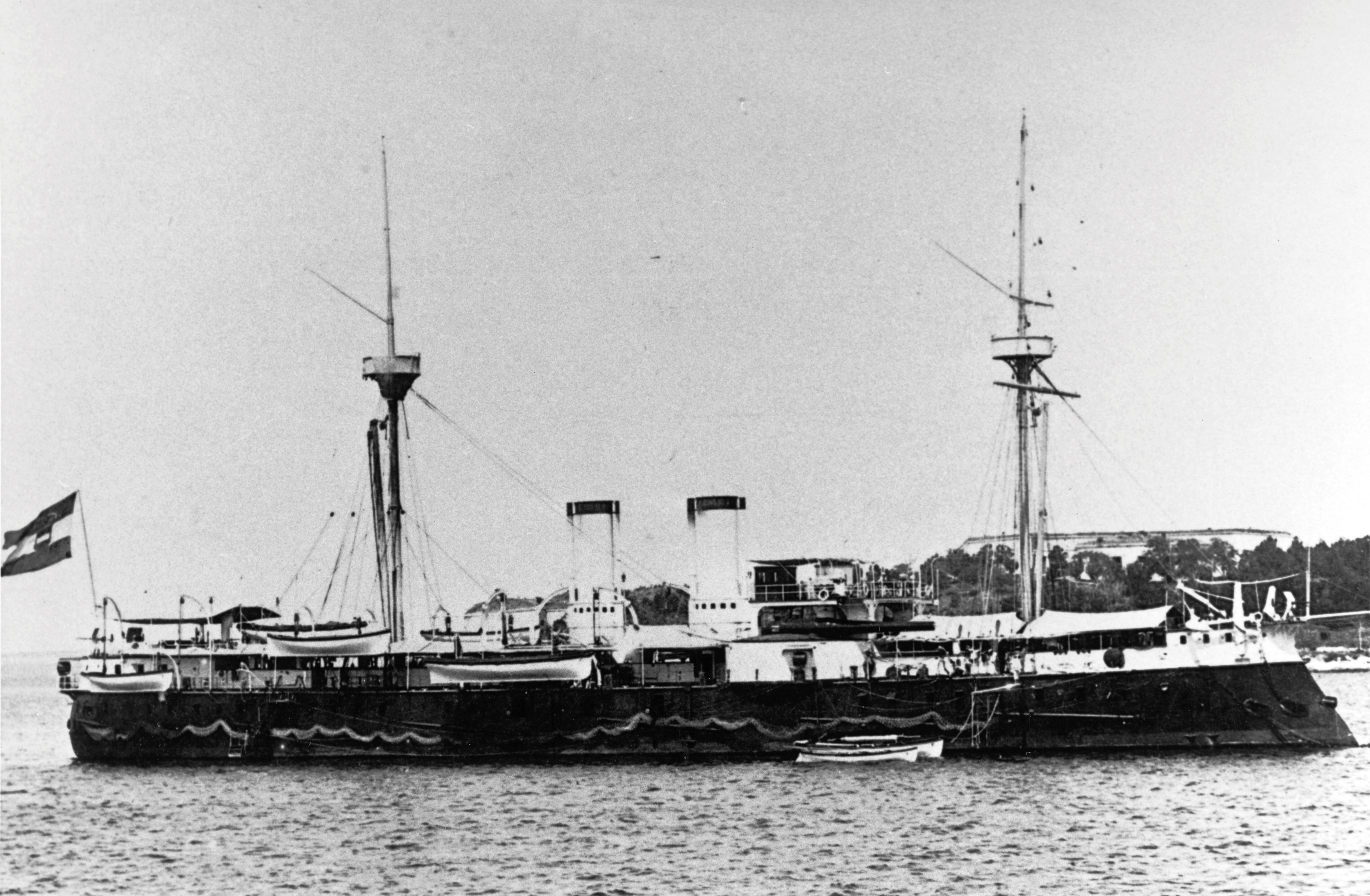
Obrněná loď SMS Kronprinzessin Erzherzogin Stephanie, vlajková loď Josefa Schellandera při cestě do Severního moře (1890)

K datu 1. května 1889 byl povýšen na kapitána řadové lodi a kromě služby u arzenálu v Pule několikrát velel císařské jachtě SMS Greif. V letech 1889–1894 byl zástupcem prezidenta Námořního technického výboru a mezitím v roce 1890 jako velitel obrněné lodi SMS Kronprinzessin Erzherzogin Stephanie absolvoval cestu do Severního moře. V letech 1894–1895 zastával funkci prezidenta Námořní kontrolní technické komise (Maritim-technische Control-Commission) a nakonec byl na jaře 1895 krátce velitelem torpédové flotily na křižníku SMS Panther. Ke dni 1. listopadu 1895 byl penzionován a při té příležitosti obdržel hodnost kontradmirála.
Po odchodu do výslužby se trvale usadil v Terstu, kde také zemřel 26. března 1924 ve věku 85 let.
Publikoval několik článků v různých odborných časopisech. Jeho deník z cesty do jižní Ameriky v letech 1857–1858 byl vydán ve Vídni v roce 2024.
V roce 1871 se oženil s Irene, rozenou Reuterovou. Z manželství se narodily tři děti, z nichž vynikla dcera Irene von Schellander (1873–1933), rakouská spisovatelka a malířka.

## Tituly a ocenění
Krátce před odchodem do výslužby byl 13. ledna 1895 povýšen do šlechtického stavu s predikátem Edler von. Během služby u námořnictva získal řadu vyznamenání v Rakousku-Uhersku i v zahraničí.

### Rakousko-Uhersko
- Válečná pamětní medaile (1864)
- Vojenský záslužný kříž s válečnou dekorací (1866)
- rytířský kříž Řádu Františka Josefa (1873)
- Válečná medaile (1873)
- Služební odznak pro důstojníky III. třídy (1878)
- Řád železné koruny III. třídy (1895)
- Jubilejní pamětní medaile (1898)
- Vojenský jubilejní kříž (1908)

### Zahraničí
- Námořní záslužný kříž II. třídy (1889, Španělsko)
- komandérský kříž Řádu Spasitele (1889, Řecko)
- Řád červené orlice II. třídy (1890, Německo)
- komandérský kříž Řádu meče (1890, Švédsko)
- komandérský kříž Danebrožského řádu (1890, Dánsko)
- Řád knížete Danila I. III. třídy (1890, Černá Hora)